# Moreomaoto
Moreomaoto – wieś w Botswanie w dystrykcie Central. Według spisu ludności z 2011 roku wieś liczyła 518 mieszkańców.